# Tze Chun
Tze Chun est un réalisateur, scénariste et producteur de télévision né le 20 mars 1980 à Chicago en Illinois.

## Filmographie

### Scénariste
- 2006 : Back to the Front
- 2006 : Windowbreaker
- 2006 : Document
- 2007 : Cold Feet, Wet Dreams, and the Kitchen Sink
- 2008 : Cashmere Mafia (1 épisode)
- 2009 : Children of Invention (en)
- 2010 : Futurestates (1 épisode)
- 2013 : Quand tombe la nuit
- 2014-2016 : Once Upon a Time (18 épisodes)
- 2016-2019 : Gotham (21 épisodes)
- 2020 : Little America (1 épisode)
- 2022 : Gremlins: Secrets of the Mogwai (10 épisodes)

### Réalisateur
- 2006 : Back to the Front
- 2006 : Windowbreaker
- 2006 : Document
- 2007 : Cold Feet, Wet Dreams, and the Kitchen Sink
- 2009 : Children of Invention (en)
- 2010 : Futurestates (1 épisode)
- 2013 : Quand tombe la nuit
- 2020 : Little America (1 épisode)

### Producteur
- 2017-2019 : Gotham (26 épisodes)
- 2022 : Gremlins: Secrets of the Mogwai (10 épisodes)